# مدار خورشیدمرکزی

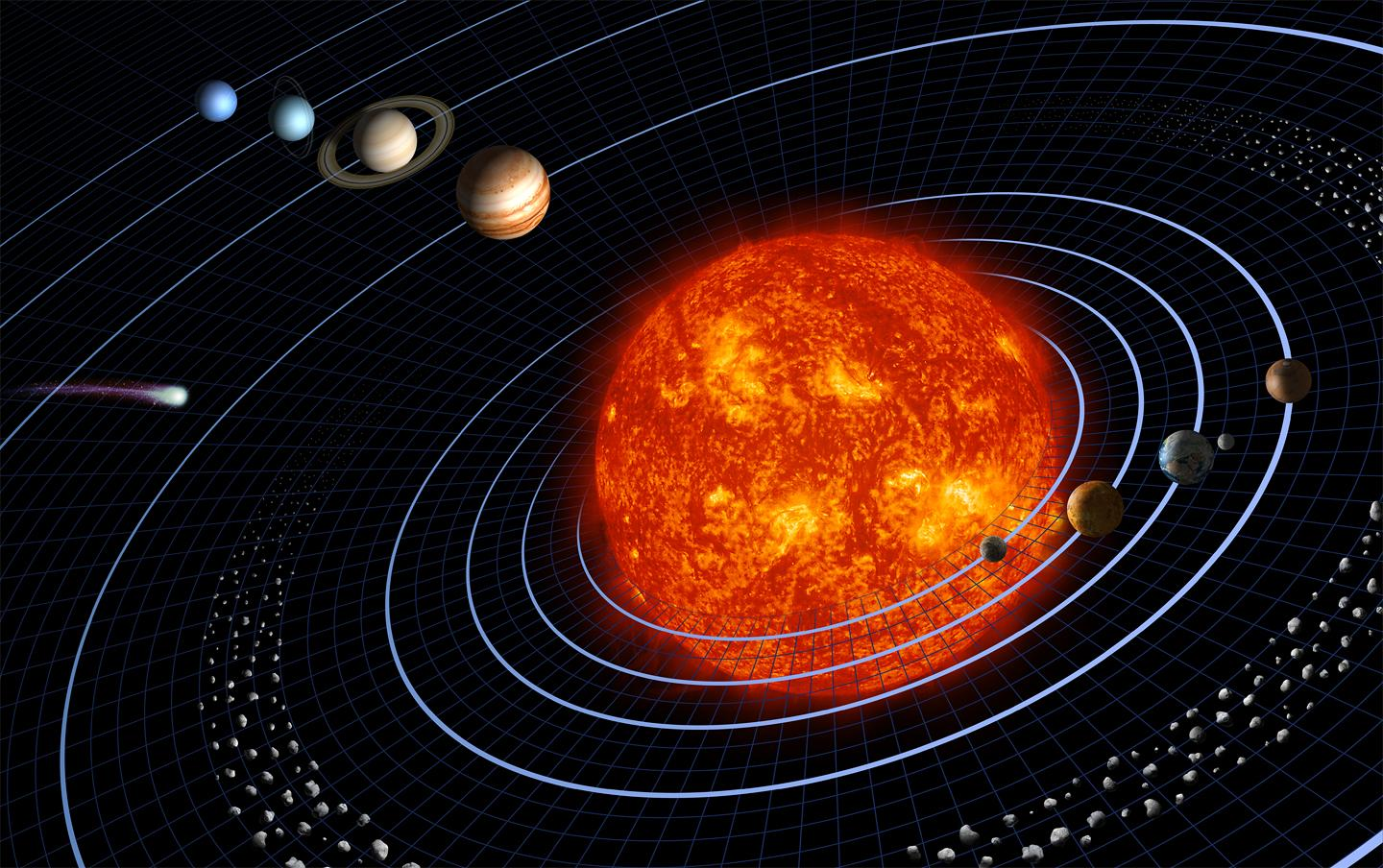
موقعیت سیاره‌های بزرگ مرکزِ مدار خورشیدمرکزی را کمی جابه‌جا می‌کند. محدودهٔ این جابه‌جایی در داخل یا بسیار نزدیک به سطح خورشید است

مدار خورشیدمرکزی مدار اطراف مرکز سنگینی سراسری (barycenter) منظومهٔ شمسی است که معمولاً در داخل یا بسیار نزدیک به سطح خورشید قرار گرفته‌است. همهٔ سیاره‌ها، دنباله‌دار‌ها، و سیارک‌ها در منظومهٔ خورشیدی در مدارهای خورشیدمرکزی قرار دارند و این؛ از جمله بسیاری از کاوشگرهای مصنوعی و قطعه‌های باقی‌مانده در فضا را نیز شامل می‌شود. در مقابل، ماه‌های سیاره‌های منظومهٔ شمسی، در مدار خورشیدمرکزی نیستند بلکه به صورت پاره‌ای از سیاره در مدار سیارهٔ مربوط به خود بر گرد آن می‌گردند.
مرکز سنگینی سراسری منظومهٔ شمسی، باآن‌که همیشه بسیار نزدیک به خورشید قرار دارد، و پیوسته با گذشت زمان؛ بسته به جایی که دیگر نهادهای بزرگ در منظومهٔ شمسی، مانند مشتری و دیگر سیاره‌های گازی بزرگ قرار دارند در فضا در حال جابجا شدن است. ازاین پدیده برای شناخت و پی بردن به حضور سیاره‌های فراخورشیدی از راه روش سرعت شعاعی استفاده می‌شود. مرکز ثقل منظومه‌ها نیز؛ به‌دلیل جابجایی مداوم سیاره یا سیاره‌های آن منظومه، پیوسته در تغییر است.
اولین فضاپیمایی که در مدار خورشیدمرکزی قرار داده شد لونا ۱ بود، که برای رفتن به ماه برنامه‌ریزی شده بود اما به جای فرود در ماه؛ به دلیل تنظیم اشتباه زمان کار موشک، در مرحلهٔ پایانی از کنار ماه گذشت.